# Marble (label)
Pour les articles homonymes, voir Marble (homonymie).
Marble est un label indépendant français de musique électronique, basé à Paris. Il est fondé en 2012 par Para One, Surkin et Bobmo sur les cendres du label Institubes.

## Histoire
Marble est fondé au début de 2012 par les musiciens français Para One, Surkin et Bobmo, en tant que successeur du label parisien Institubes qui ferme alors ses portes à cette période, plus précisément en mars 2012. Marble succède également au label Sound Pellegrino. Un an plus tôt, les 3 musiciens forment le groupe Marble Players, qui joue l'un de ses premiers concerts à l'Astropolis en remplacement de Mr Oizo. Marble, ainsi que Sound Pellegrino succèdent à l'ancien label Institubes.
Un an après sa création, le label ne semble attirer l'engouement de la presse spécialisée, Goûte mes disques expliquant : « [...] ça fait un an que Marble et son rythme de sortie étourdissant existent et on peine toujours à se convaincre du réel intérêt que l'on a à retrouver tous ses artistes de l'ère Institubes dans des sorties aussi plates et mièvres. »
Le 22 novembre 2014, le label organise un showcase à Pont Alexandre III, port des Champs-Élysées, dans le 8e arrondissement de Paris. Depuis, Marble ne semble plus donner signe d'activité depuis janvier 2020.

## Discographie

### Albums studio
- 2011 : Surkin - USA
- 2012 : Surkin - USA Club Mixes
- 2012 : Para One - Passion

### EP
- 2011 : Marble Players - Marble Anthem
- 2011 : Para One & Teki Latex - 5th Dimension
- 2011 :  High Powered Boys - Girly / Crash
- 2011 : Myd - Octodip
- 2011 : Marble Players - Marble Summer
- 2011 : Canblaster - Totem
- 2011 : Bobmo - The Cliff
- 2011 : Das Glow et Para One - Pulsar / Freeze
- 2011 : Surkin - Ultra Light
- 2011 : Sam Tiba - Black Eyed Weed
- 2012 : Para One - Mother
- 2012 : Das Glow - Concrete
- 2012 : Surkin - Lose Yourself
- 2012 : Para One - Lean on Me
- 2012 : High Powered Boys - Streetwise
- 2012 : Symphony Hall - One Night Stand
- 2012 : Para One - When The Night
- 2013 : Myd - Freak Andy
- 2013 : Surkin - Advanced Entertainment System
- 2013 : Para One - Every Little Thing
- 2013 : Bobmo - Sonic Soul
- 2013 : Curses - So Good
- 2013 : Canblaster - Infinite
- 2015 : Surkin – Next of Kin

### Marble Players
- 2011 : Marble Anthem - EP

1. Marble Anthem
2. Playground

- 2011 : Marble Summer - EP

1. Let You Go
2. Paris Is Burning
3. Wipe Out
4. Minute Of Love